# German Rex
German Rex es una raza de gato doméstico de origen alemán con una constitución similar a la del gato europeo.

## Origen
El primer rex alemán fue Kater Munk, un gato de la familia de Erna Schneider, que fue llevado alrededor de 1939 a una aldea cercana a Königsberg, Prusia (actualmente Kaliningrado, Rusia). Munk repartió sus genes entre la población felina de la aldea hasta su muerte en 1944 o 1945.
En el verano de 1951 Rose Scheuer-Scheuer-Karpin, un doctor de la ciudad Berlín-Buch del distrito de Pankow, vio un gato negro rizado en el jardín del hospital de Hufelandklinik. El personal de la clínica le dijo que el gato estaba allí desde 1947. El doctor nombró al gato Lämmchen (corderito, en alemán). Su suposición era que se trataba de una mutación, la cual era correcta. Así Lämmchen fue el primer espécimen de estos gatos y el antepasado materno de todos los rex alemanes actuales. 
No se sabe cómo Lämmchen se relaciona con Munk, solo que esa es la mutación alemana de rex, en el mismo gen que en el rex de Cornualles. Es recesivo, apareciendo solamente cuando ambos alelos son "rex". Munk es el primer gato documentado a fondo de la raza.
La crianza del rex alemán estaba en crisis a mediados de los años setenta; pero ahora hay un grupo de criadores afiliados en Alemania, Finlandia, Suiza, Rusia, Dinamarca, Túnez y los Píses Bajos que están restableciendo la casta.
El german rex, junto al Devon rex y al Cornish rex, componen las razas del pelaje rizado llamado rex. El German Rex, sin embargo, es la raza más antigua. 
Pese a que el factor Rex siempre se ha obtenido artificialmente mediante cría selectiva, parece ser que en Alemania ya existían gatos rizados esporádicos mucho antes de los años cincuenta, década en la que se empezaron los trabajos de reproducción.

## Características
Son de tamaño mediano, resaltando sus piernas delgadas y una longitud media, se caracteriza por poseer una cabeza redonda con unas mejillas bien desarrolladas y orejas grandes y abiertas, los ojos son de tamaño medio y colores relacionados su pelaje sedoso y corto con tendencia a rizarse, los bigotes también se encrespan aunque menos frecuentemente y pueden ser casi rectos.
Los colores del pelaje incluyendo blanco. 
El desarrollo de cuerpo es más pesado que el Rex de Cornualles y más como el Shorthair europeo.
Por lo general las hembras suelen ser más aseadas que los machos.